# 1492 Oppolzer
1492 Oppolzer este un asteroid din centura principală, descoperit pe 23 martie 1938, de Yrjö Väisälä.